# 拜莱奇考
拜莱奇考，是匈牙利托尔瑙州所辖的一个村。总面积14.39平方公里，总人口433，人口密度30.1人/平方公里（2011年1月1日）。